# 2016年李克強訪問澳門
2016年李克強視察澳门是指時任中國國務院總理李克強在2016年10月10日至12日到访和視察澳門特別行政區并出席中國-葡語國家經貿合作論壇第5屆部長級會議開幕式，這是李克強第一次到訪澳門。同時，應中國總理李克強的邀請，葡萄牙總理安東尼奧·科斯塔正式訪問中國，並出席在澳門舉行的經貿合作論壇會議。澳門特別行政區政府高度重視該次國際會議，各項相關工作早在2015年底已開始籌備。

## 正式公佈和準備
2016年9月6日，澳門特別行政區政府宣佈，中國－葡語國家經貿合作論壇（澳門）（簡稱中葡論壇）第五屆部長級會議將於2016年10月11日至12日在澳門舉行，中國與安哥拉、巴西、佛得角、幾內亞比紹、莫桑比克、葡萄牙和東帝汶等7個葡語國家政府代表團將與會。
2016年10月3日，政府發言人辦公室宣佈，時任中共中央政治局常委、國務院總理李克強於該年10月10日至12日訪澳，視察澳門特區並出席中國－葡語國家經貿合作論壇第五屆部長級會議開幕式。中國-葡語國家經貿合作論壇常設秘書處亦公佈中國-葡語國家經貿合作論壇第五屆部長級會議安排，包括舉辦開幕式、中國與葡語國家商貿合作服務平台綜合體項目啟動儀式、部長級會議、企業家‧金融家大會和新聞發佈會等多項活動。多名葡語國家元首或代表包括佛得角總理若澤‧席爾瓦、幾內亞比紹總理巴希羅‧賈、莫桑比克總理卡洛斯‧多羅薩里奧、葡萄牙總理安東尼奧‧科斯塔、安哥拉經濟部部長阿布拉昂‧戈爾熱、巴西工業、外貿和服務部部長馬科斯‧佩雷拉、東帝汶國務部長兼經濟事務協調人、農業與漁業部部長埃斯塔尼斯勞‧達席爾瓦訪華並抵達澳門出席論壇主要活動。
會議安排方面，開幕式先於2016年10月11日上午舉行。中華人民共和國商務部部長高虎城主持開幕式。下午將召開中葡論壇第五屆部長級會議。會議將確定2017-2019年中國與葡語國家經貿合作方向、合作領域和合作方式，並簽署相關文件。10月12日更召開中葡論壇第五屆部長級會議“企業家‧金融家大會”。
2016年10月7日，中國與葡語國家經貿合作論壇第五次高官會舉行。中國商務部台港澳司司長孫彤率領的中方代表團、各葡語國家駐華大使及代表、論壇與會葡語國家聯絡員、澳門經濟財政司司長辦公室主任陸潔嬋及常設秘書處成員等出席上述會議。徐迎真秘書長主持會議。會上，與會代表們討論了中葡論壇第五届部長級會議《經貿合作行動綱領》等會議文件，確認了中國與葡語國家經貿合作論壇第五届部長級會議日程。
2016年10月9日，澳門特區政府正式公佈李克強訪澳行程。10月10日上午率領中央政府代表團抵澳，除了出席10月11日上午在澳門東亞運動會體育館舉行的中葡論壇第五屆部長級會議開幕式及發表主旨演講之外，在澳期間，總理還將會見特區政府官員，聽取有關澳門城市和產業發展策略、大型建設及政府工作等方面的匯報。 李克強總理還將進行一系列的參觀和視察活動，並與本澳社會各界人士座談，了解澳門各方面的情況。

## 葡語國家代表團抵澳及歡迎晚宴
而多個葡語國家政府代表團陸續抵澳，2016年10月9日分別有巴西、佛得角、莫桑比克及東帝汶代表團到埗，其後於2016年10月10日分別有葡萄牙和安哥拉代表團抵澳。
2016年10月10日，澳門特區政府及中華人民共和國商務部於澳門東亞運動會體育館國際會議展覽中心舉行“中葡論壇（澳門）”第五屆部長級會議議之歡迎晚宴，澳門行政長官崔世安列席並發表講話，強調中葡論壇的宗旨與“一帶一路”倡議的思路高度切合，論壇與會國可借助“一帶一路”建設的機遇，走和平合作、互利共贏的道路。崔世安致辭時表示，“中葡論壇”部長級會議從第一屆到本屆的13年來，與會國堅持平等互利、優勢互補、形式多樣的原則，實踐歷屆達成的行動綱領，取得階段性的成果。中葡論壇服務平台的務實性、有效性更為明顯，發揮着不可替代的作用。他說，9月的2016年二十國集團杭州峰會成功舉行，達成的杭州共識，向全球展現了構建創新、活力、聯動、包容的世界經濟前景。峰會的共識將為本屆論壇會議主題的深入探討，開闊視野，拓展路徑。 崔世安指出，中國倡議的“一帶一路”已經得到國際社會的認同，國家打造共建共享的合作平台，讓“一帶一路”建設造福沿線國家的民眾。中葡論壇的宗旨與“一帶一路”倡議的思路高度切合，論壇與會國可借助“一帶一路”建設的機遇，深化跨國互聯互通，走和平合作、互利共贏的道路。

## 陪同人員
國務院秘書長楊晶、國務院常務副秘書長肖捷、中華人民共和國外交部部長王毅、國家發展改革委員會主任徐紹史、中華人民共和國商務部部長高虎城、國務院港澳辦主任王光亞、國務院研究室主任黃守宏、澳門中聯辦主任王志民、國務院總理辦公室主任石剛等。

## 李克強視察澳門行程

### 2016年10月10日
中共中央政治局常委、國務院總理李克強於上午乘坐專機抵達澳門後，隨即在機場停機坪發表簡短講話，他表示，中央政府將繼續支持澳門發揮“一個中心，一個平台”的功能，並宣佈支持的相關政策措施。李克強稱，這次是他首度到澳，跟澳門同胞相聚相見，甫下飛機就見到澳門孩子們燦爛的笑容，展現着澳門未來的希望，讓他很高興，並藉機請媒體轉達中央政府對廣大澳門同胞的誠摯問候和衷心祝願。他憶述6年前當澳門回歸祖國十周年之際，他曾代表中央政府到珠海出席港珠澳大橋動工儀式，當時專程到蓮花大橋遠眺澳門，他形容澳門是美麗、突出的地方，今天親身踏上這塊蓮花寶土，更是“一國兩制”成功實踐的熱土，他很希望儘可能在澳門多看、多走、多聽，感受澳門的發展變化、風土人情及澳門同胞的日常生活。他又提到，是次來澳其中一項重要任務是出席中國－葡語國家經貿合作論壇，並與澳門各界人士接觸、座談，向國際社會和澳門各界同胞表明中央政府將繼續支持澳門發揮“一個中心，一個平台”的功能，並宣佈支持的相關政策措施，以促進澳門經濟，加快適度多元發展，以維持澳門長期繁榮穩定。
李克強抵澳後於當天中午在新竹苑會見行政長官崔世安，隨後轉到澳門旅遊塔並登上58樓觀光層，聽取對經濟適度多元可持續發展、澳門城市發展等策略的介紹，並遠眺澳門市況、路氹與橫琴的景況，期間更不時提問及表達意見。其後赴澳門特別行政區政府總部，聽取特區政府工作匯報。然後轉到澳門東亞運動會體育館國際會議展覽中心，作3場雙邊會見，先後與佛得角、幾內亞比紹及莫桑比克等政府代表團會面。 
李克強在澳門特別行政區政府總部，聽取特區政府工作匯報。他表示，中央政府對澳門特區政府的工作充分肯定，最近研究出台了支持澳門發展的19項措施，目的就是為澳門的經濟社會發展助力，保持澳門長期繁榮穩定。 總理向行政長官崔世安等特區政府主要官員稱，較早時間登上觀光塔遠望時，看到的不僅是澳門現代化建設的繁榮景象，更看到一個多元文化的城市，相信定能實現經濟適度多元發展的目標；他更看到澳門空間發展有着美好的前景。 總理指出，近年來由行政長官崔世安領導的特區政府，帶領澳門同胞認真貫徹“一國兩制”、“澳人治澳”、高度自治的方針，並嚴格按照《基本法》辦事，秉承以人為本、科學決策的理念，應對了諸多困難和挑戰；奮發有為，在推動經濟適度多元發展方面、在保持社會和諧穩定方面，都做了大量、卓有成效的工作。中央政府對澳門特區政府的工作充分肯定。

### 2016年10月11日
中國－葡語國家經貿合作論壇第五屆部長級會議開幕式於當天上午舉行開幕式，國務院總理李克強出席並發表主旨演講，各葡語國家領導人、代表團團長分別致辭。開幕式由國家商務部部長高虎城主持，國務院總理李克強首先發表主旨演講，佛得角總理若澤‧席爾瓦、幾內亞比紹總理巴希羅‧賈、莫桑比克總理卡洛斯‧多羅薩里奧、葡萄牙總理安東尼奧‧科斯塔、安哥拉經濟部部長阿布拉昂‧戈爾熱、巴西工業、外貿和服務部部長馬科斯‧佩雷拉、東帝汶國務部長兼經濟事務協調人、農業與漁業部部長埃斯塔尼斯勞‧達席爾瓦等亦先後發言。在會議開幕式前，總理李克強與各國代表團團長等先行合影。 出席開幕式者包括中央代表團主要成員、各葡語國家代表團、澳門特區主要官員、行政會委員、立法議員、特區政府官員、中央駐澳門相關部門領導等逾1,000人。
李克強主禮中國與葡語國家商貿合作服務平台綜合體啟動儀式，於“中國 ― 葡語國家經貿合作論壇第五屆部長級會議”期間正式啟動。綜合體興建於南灣湖C區的C15及C16地段上，佔地約14,200平方米，落成後除為每屆“中國與葡語國家經貿論壇（澳門）”提供會議場地外，內裡將設置葡語國家產品及食品展示中心、中國與葡語國家企業服務中心、培訓中心、資訊中心、中國與葡語國家經貿關係及文化展覽館、澳門城市發展及建設展覽廳等，並為建設“平台”及籌辦“論壇”的政府組織、機構以及中葡行業團體提供長期及臨時辦公場所。 綜合體是集經貿交流、企業服務、會議展覽、文化展示、人才培訓、城市發展及建設展覽等元素於一體的標誌性建築，將成為本澳經貿、會展及文化交流活動場地，以一個綜合性的實體大樓向中國大陸、葡語國家及本地的企業、居民及旅客提供一站式的服務和展示平台，進一步發揮澳門作為中葡商貿合作服務平台的作用。
在出席完中國－葡語國家經貿合作論壇第五屆部長級會議開幕式後，下午展開連串市內活動，先到澳門博物館參觀，期間參觀多層的展區，並在留名冊上簽名留念，且向館方贈以秦始皇陵一號銅馬車複製品。隨後到大炮台與一對年過80的長者夫婦交流，並於澳門博物館內的茶座休歇期間吸引眾人與其合照。隨後來到大三巴牌坊前，群情更洶湧，市民及遊客爭相與總理握手，並不住跟他合照，總理表現親切且樂意合作，雙方都露出滿意及高興的神情。總理又對在場記者表示，覺得澳門非常美麗，很有特色，是中西文化交匯的地方；更稱這裡曾是最早開放的門戶，將來會更開放，澳門會更好。他最後祝願澳門同胞幸福、安康。
李克強到位於外港客運碼頭對面的賽車大樓控制搭天台聽取相關部門就港珠澳大橋建設情況的介紹。由建設發展辦公室主任周惠民負責講解。周惠民重點提到珠澳人工島的現況、旅檢大樓的規模，以及珠澳與港澳的通關能力。 總理就港珠澳大橋的方方面面垂詢甚詳，並提出不少意見。
李克強在行政長官崔世安陪同下，到訪一個一家四口的麥姓家庭，戶主4位長輩亦特意到來。麥先生為軟件公司總經理，在澳門、珠海均有業務，女戶主則為老師，教授電腦科。夫婦育有兩子，分別7歲及4歲。戶主熱情迎接，各人輕鬆親切交談，總理向他們詢問了家庭狀況、居住環境和工作情況，又向在場的4位老人家問及了退休生活。 總理向麥姓夫婦提出，培育小孩子時宜把其志向和興趣結合，讓他們成爲家庭和澳門未來的希望，又祝福他們家和萬事興、老人家長壽、工作事業順景。離開前，總理更向該家庭贈送了兩本電腦筆記本。
在完成家訪後前往鏡平學校中學部視察，由鏡平中學校長黎世祺介紹有關該校的辦學理念；教育暨青年局局長梁勵亦向總理等介紹了澳門教育制度及其他資訊。總理到過一樓參觀生物實驗室，由該校老師及學生在現場講解；接着一行到禮堂欣賞學生管樂隊演奏。 總理其後向在場師生發表簡短講話，他非常欣賞該校管樂隊的演出，並對校方“愛國愛澳”的傳統表示讚揚，更表示在參觀過程中，對學生製作的機器人及環保科技產品印象深刻，又形容學生為“澳門的未來、祖國的未來”，語多鼓勵，贏得歷久不散的掌聲。他還為該校題字，最後接受了學生的贈畫。此外，代表團亦向該校送出圖書15,000冊及若干樂器。在參觀完鏡平中學後，李克強一行還特地到過氹仔官也街，引起一陣哄動，他不斷跟居民及遊人交談、拍照，還走進餅家跟店主、員工傾談，瞭解其營運狀況；此外又到過文創產品店參觀，對澳門文創產業的發展深感興趣。途中總理更在多家商店購買了不同商品方予離去。

### 2016年10月12日
李克強在離澳前與各界人士座談時，宣佈中央支持澳門的19項措施，包括於2016年年底起實施澳門單牌自駕車入出橫琴島政策，以及2017年6月30日前實施粵澳遊艇自由行政策等。李克強首先指出，今番到澳，可說償了自己的夙願。澳門是國家成功實踐“一國兩制”的熱土，他憶述日前登上旅遊塔當日，天色甚佳，他以“天光雲影共徘徊”來形容，感到澳門是個美麗的地方。他又表示深切感受到，澳門年來確有巨大的變化，取得顯著的成就。 他強調，中央政府充分肯定特區政府的工作，澳門之有今天的好勢頭，來之不易，因為澳門也正抵受着國際金融危機的衝擊，影響經濟發展，忍受着轉型的陣痛。“一國兩制”對國家來說是偉大構想，還在探索中前進，但澳門化挑戰為機遇，令人感受到蓬勃向上的勢頭。就中國與葡語國家的合作來說，澳門是重要的平台，昨天他代表中央政府所宣佈的支持中國與葡語國家合作的若干項措施，其實施多數要以澳門為支點；與葡語國家的合作，也要有澳門的元素。在國家改革開放中，澳門可發揮獨特的優勢。 總理在總結時透露了19項惠澳措施，主要包括：支持特區政府每年舉辦世界旅遊經濟論壇；支持澳門建設葡語系國家人民幣清算中心及出口信用保險制度；設立中葡發展基金總部；支持澳門建設智慧城市；完善內地與澳門便利通關及檢驗檢疫工作；支持澳門建設三個中心；支持澳門與世界衛生組織、國家有關部委合作來建設傳統的醫藥中心，粵澳合作中醫藥科技產業園，發展健康醫療、養生保健產業；支持澳門加強海洋管理，發展海洋經濟；支持澳門在泛珠區域合作中發揮的重要作用，推動本區業界來澳投資；直接協助特區政府加強中葡平台設置；在國家制定重大發展戰略和開展對外、對內重大交流活動，會積極吸引澳門參加；研究支持澳門以適當方式，與絲路基金、中拉產業合作、中非產業合作基金展開合作。
李克強率領的中央政府代表團結束在澳門的視察行程，上午乘坐專機離澳。他總結時稱，會推動內地和澳門合作，相信澳門的未來在開放中會有更廣闊的空間，澳門的未來一定會更好。 李克強總結時表示，是次在澳門，既出席了中國與葡語國家領導人會面、論壇活動，又走訪普通家庭，體驗民眾的日常生活，與他們深入交流，深感澳門這些年來，在面對國際金融危機，世界經濟復甦乏力，澳門本身產業結構受到嚴峻挑戰的情況下，仍能保持財政盈餘和充分就業，實現經濟發展，民生改善，社會安寧。 總理認為，“一國兩制”正在澳門成功實踐。他在聽取澳門特區政府工作匯報及參加澳門各界人士座談會時，均表達了中央政府對澳門特區政府工作的充分肯定，更表達了對澳門未來發展的希望和信心。他指出，澳門是國家最早對外開放的門戶，而且呈現着多元文化，在對外開放當中，尤其在中國與葡語國家開放合作過程中，澳門可以起到重要的支點、平台作用，這也將有利於澳門經濟適度多元發展。 總理稱，在澳門感受到澳門同胞愛國愛澳、包容共濟、勇於進取的精神。澳門在國家的對外開放中亦會起到其突出的作用，中央政府將繼續全力支持澳門行政長官及特區政府依法施政，會推動內地和澳門的合作，相信澳門的未來在開放當中有更廣闊的空間，澳門的未來一定會更好。他又對澳門未來的發展態勢充滿希望。
在歡送送國務院總理李克強後，行政長官崔世安隨即會見和宴請來澳出席中葡論壇第五屆部長級會議的葡語國家代表團。崔世安表示，是次中葡論壇必將進一步拓寬中國與葡語國家的經貿合作領域，提升合作層次。崔世安於當天下午先後與佛得角總理席爾瓦、莫桑比克總理多羅薩里奧及東帝汶國務部長埃斯塔尼斯勞等與會國領導人會面。崔世安與代表團會面時，均代表政府歡迎代表團成員來澳出席中葡論壇第五屆部長級會議，並感謝葡語國家對澳門的支持。

## 影響
中國—葡語國家經貿合作論壇第五屆部長級會議舉行前夕，繼續備受傳媒關注，據統計資料顯示，報名採訪本屆論壇活動的傳媒機構有76家，新聞工作者數量超過500人。當中，本地傳媒機構共36家近270人參與採訪，中國大陸有12家機構約180人，以及包括葡語國家在內的境外傳媒共28家近70名新聞工作者。
2016年10月12日，經濟財政司司長梁維特下午舉行記者會，介紹中國-葡語國家經貿合作論壇(澳門)第五屆部長級會議的成果。他指出，該屆會議的成果較歷屆豐富，包括國務院總理李克強在開幕式上宣佈面向葡語國家的18項新舉措。同時，李克強總理今早提及中央支持澳門的19項措施，均對本澳進一步推進經濟適度多元化和可持續發展，帶來莫大的裨益。 梁維特指，總體而言，今屆會議的成果是最豐富的，澳門的平台作用更突顯。會議的舉行，既是對澳門作為中葡商貿合作服務平台作用的肯定和認同，亦為澳門帶來新一輪的發展機遇。李克強總理在會議開幕式上宣佈了18項新舉措，論壇與會國簽署了《經貿合作行動綱領(2017-2019年)》和《中葡論壇關於推進產能合作的諒解備忘錄》，同期舉行的“企業家．金融家大會”上簽署了多個合作協議，多位論壇與會國及本澳的經貿部門領導、企業家、金融家等進行了深入的互動交流。
在李克強訪澳前夕，再有香港民主派人士被拒入境澳門。新民主同盟區議員譚凱邦原定2016年10月8日與家人到澳門旅遊，但當他抵達澳門辦理入境手續時，遭澳門當局以對「內部保安穩定構成威脅」為由，拒絕他入境。譚凱邦發聲明表示，澳門入境人員拒絕他入境後，一直扣起他的香港身份證，譚向澳門方面要求取回身份證不果，入境人員把他的身份證交由回港航班的船長保管。譚亦曾向船長要求在航班駛進香港水域後取回身份證，亦遭拒絕，他最終在抵達香港港澳客運碼頭後才能取回證件。
在李克強訪澳期間，民主派人士利建潤表示，遭多名神秘人士守著寓所大門，強行阻止他出門，又要求他這三日內勿出門，最終他向立法議員區錦新求救才得以自由，他懷疑事件是一次政治恐嚇，目的禁止他向總理表達訴求，稍後將要求保安司交代事件。對方回稱是負責保安工作，因為保安理由禁止他外出，又要求他這三日都不要外出，又表示：「你需要買什麽吃什麽，我們免費幫你買」。任职社区组织工作的陈靖仪利用假期与友人到澳门旅游，被拒绝入境，并要求她填写地址、电话及父母姓名等资料，但无解释用途。陈靖仪表示，两年前曾因“预演占中”被警方抬走，未被起诉，也没有任何刑事纪录，他分別於2014年及2015年初都曾到过澳门。此前，前社运人士林辉、关注同性恋平权的邵国华、独立电影导演卢镇业均被拒入境澳門。
而在李克強訪澳期間，澳門人民力量和家庭團聚聯合會於2016年10月11日分別於祐漢公園和三角花園出發遊行往澳門中聯辦及澳門特別行政區政府總部遞信，要求將訴求轉交李克強總理，共有三百多名人士參與上述遊行，遞信後均和平散去。